# Cyclosa kumadai
Cyclosa kumadai là một loài nhện trong họ Araneidae.
Loài này thuộc chi Cyclosa. Cyclosa kumadai được miêu tả năm 1992 bởi Tanikawa.